# 群婚
群婚，又被称为群体婚姻、集团婚，是人类婚姻历史上的一种婚姻制度。在这一婚姻制度下，一群男子和一群女子互为夫妻。不同的地区和种族之间，群婚制的具体形式并不一定是相同的，甚至存在着很大的区别，在历史上，其发展过程也并不是同时的。
群体婚姻曾广泛地存在于欧洲、亚洲、美洲等地区的原始社会中，在19世纪时，在波利尼西亚地区仍然偶存:424。
与血亲杂交相比，群体婚姻属于“有限制的杂交”:8。

## 形成原因

### 源于乱婚说
按照马克思和恩格斯在《家庭、私有制和国家的起源》一说中所提出的观点，他们认为：如大猩猩、黑猩猩等类人猿给人们留下的印象来看，它们正处于逐渐灭绝，至少也是处于衰落的过程之中，而它们所实行的家庭组成形式，正是一夫多妻制和对偶制，这足以推翻它们的家庭组成形式与原始人类的家庭组成形式类似这一观点:45。只有部落中的成年雄性的相互宽容，才能形成较大的、持久的集团，这样的集团才能实现动物到人的转变，而群婚的正好在很大程度上削减了嫉妒的存在:45-46。
马克思和恩格斯认为，人类最原始的婚姻制度，属于没有后世习俗所规定的血缘等限制的乱婚:47，如白令海峡沿岸的加惟基人、智利的库库人、加勒比人、匈奴等族群，在历史上都曾经实行过乱婚，不仅兄弟姐妹可以互为夫妇，而且父母和子女之间也可以发生性关系:46。在近亲婚姻的弊端被发现前，父母与子女发生性关系所引发的道德批判，并不大于同辈份之间的人发生性关系:46。

#### 血缘婚姻组成的血缘家族
马克思和恩格斯认为，血缘婚姻组成的血缘家庭是家庭的第一个阶段。在这个阶段里，一个家庭中每一个辈份的男女均互为夫妻关系，如：祖父辈和祖父辈均互为夫妻，他们的子女也互为夫妻，他们的孙子孙女同样如此，而他们的曾孙和曾孙女也互为夫妻:47。用现代的话来讲，此婚姻形式排除了祖先和子孙之间、父母与子女之间互为夫妻的权利和义务，而同胞兄弟姐妹、表兄弟姐妹、堂兄弟姐妹，甚至血缘更远一些的兄弟姐妹，均互为夫妻，而此时娶自己的同胞姊妹为妻，是合乎道德的:48。

### 源于一妻多夫制说
然而亦有部分学者根据凡是实施群婚的地方，均伴有一妻多夫制这一现象，认为群婚制是一夫多妻制与一妻多夫制相结合的产物，群婚制源于一妻多夫制。如曾经实行群婚制的锡金、西藏、不丹、锡兰等诸多地区，在当时均实行一妻多夫制，并且在西藏和印度，实行一妻多夫制的部落，远比实行群婚制的多。因此，群婚制是一夫多妻制和一妻多夫制的偶尔结合，是由当地的环境等因素所造成的。
持此理论的学者并对一妻多夫制源于群婚制这一论述进行了批评，认为提出这一论述的理由不能“令人满意”:182，并且提出，在某些部落中存在的性共有制（即数名男子有权与数名女子发生性关系），并不是群婚制，而是出于满足性欲需求等其他原因，这些“均不足以作为早期群婚状态的证据”。因此，持此理论的学者对群婚是最早的婚姻形式，而其他婚姻形式均是从群婚中发展演变而来这一观点持否定态度。:187

## 群婚形式

### 外婚群体婚姻制

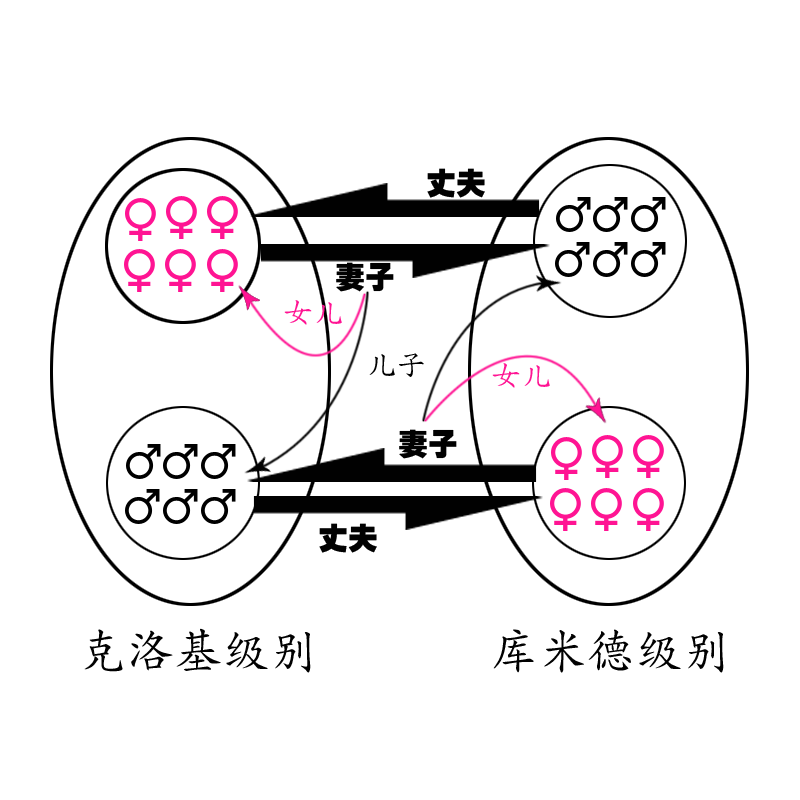
克洛基和库米德级别婚姻制示意图

在南澳大利亚芒特-甘比尔地区处于母系氏族的黑人部落，分为两个氏族，分别是克洛基和库米德。这两个氏族的内部成员，严禁发生任何性关系，而其中一个氏族的男子生下来就是另一氏族所有女子的丈夫，女子则生来就是另一氏族所有男子的妻子，从而使克洛基和库米德这两个氏族相互结婚，其中一个氏族的某个男子，是另一氏族所有女子的丈夫。而按照母系制的特点，如果一名女子的母亲属于克洛基，那么该女子同样属于克洛基级别，生下来就属于库尔德级别男子的妻子，也就是说在这种群婚形式中，并没有对年龄或者亲近血缘进行限制，只要是分属于这两个氏族的异性，均可发生性关系。:54-55

### 伙婚
伙婚即一个家庭的多名兄弟與另一个家庭的多名姐妹互為夫婦，又稱普那路亞婚（Punaluan Family），「普那路亞」源於夏威夷語。
在锡金、西藏、不丹等地区，在历史上曾经实行伙婚制，如以三兄弟娶三姐妹为例，如果三姐妹均生有孩子，那么大姐生的孩子归大哥所有，二姐生的孩子归二哥所有，三姐生的孩子则归三哥所有，如果有姐妹未曾生有孩子，那么子女则通过协商的方式来进行分配。在印度南部的托达人，虽然以一妻多夫制为主，但当地也有几个姐妹同时嫁给几个兄弟的习俗。:181

### 對偶婚
對偶婚即男性和女性都有相對穩定的一名配偶，但亦同時有其他較不穩定的但有正式關係的配偶，男子有一名正妻，女子有一名正夫，男子與正妻、女子與正夫之間的婚姻為對偶婚。這是群婚制後期階段，也是由伙婚到專偶婚的過渡。
朝鮮半島的新羅王朝的王族和貴族階層實行對偶婚，男女以同骨品之異性為正配夫妻，同時亦有多名副配。
以居住在澳大利亚中部艾尔湖附近巴尔库三角洲附近的迪埃里人为例，该部落分为两个氏族，这两个级别之间的男女除了因血亲限制外，均可以自由通婚，其婚姻形式為對偶婚，正配之間的婚姻称为“蒂帕-马尔库”（tippa-malku），副夫、副妻被称为“皮劳鲁”（pirrauru）。正配夫妻共同生活，如果有部落内同属于一氏族的客人来访，那么男方会让出自己的正妻，作为客人临时的副妻，另外，如果女性爱上了其他的男人，那么在其正夫同意的情况下，该男子同样可以“合法”地跟该女子发生性关系，成为她的副夫——只要该部落首领主持举行了相关的仪式。在当地，“蒂帕-马尔库”虽然与“皮劳鲁”存在着很大的交叉情况，但却有着明显的区别，比如说，一个女子同时存在正夫和副夫，那么她的正夫拥有着比副夫更多的权利：只有正夫外出时，副夫才会对她拥有婚权；正夫可以与她正式组成家庭，而副夫只有在她的副夫外出时，才可以跟她同居等。:184在当地虽然有“一朝结为皮劳鲁，终生皆为皮劳鲁”的规定，但在现实中，“皮劳鲁”这一关系却可能只维持很短的时间（如前文提到的来客的例子。）:185
又比如说迪埃里人的南邻——乌拉本纳人，实行着跟迪埃里人相似的婚姻制度。在乌拉本纳部落，男子只能娶母亲的親哥哥或同族哥哥（群婚制中生母的所有丈夫皆為父親，父親的所有妻子皆為母親）的女儿，或者父亲的親姐姐或同族姐姐的女儿为妻，這類女性與該男子的關係稱為“努帕”（nupa）。男子可以有一至两个“努帕”為同居于一处的正妻，女性可有一個“努帕”為同居于一处的正夫，這種正配夫妻關係稱為「Noa」，是年幼時由父親或長老安排。而不論男女除了正配之外也可以與其他“努帕”結為副配，稱為“皮朗加鲁”（piraungaru）。只要女子正夫同意或不在，其副夫就可以跟她发生性关系。按照当地风俗，当哥哥在安排妹妹的婚姻时，通常是让其中的某个男人拥有优先权，而同一群体的其他男人，则拥有附带的权利。:184

## 爭議
對於群婚中的「群」，不同學者具有不同定義，例如一些學者認為迪埃里人和乌拉本纳人的婚姻制度中的“皮劳鲁”和“皮朗加鲁”关系，并不能确定为属于婚姻关系，而只是意味着性的放纵，他們認為这两个例子中的“群婚”中的“群”，仅指与某些人具有一定关系的某些人，而持“群婚是人类最早婚姻制度说”的观点中的“群”，则表示用来区别婚姻级别名称和亲属称谓的某一个群体，两者并不相同。:185